# Skitophyllum subbasilare
Skitophyllum subbasilare là một loài Rêu trong họ Fissidentaceae. Loài này được (Hedw.) Bach. Pyl. mô tả khoa học đầu tiên năm 1815.